# Nails
Nails es una banda estadounidense de Grindcore de Oxnard, California.

## Historia
Desde su formación en 2009, Nails publicó tres discos de larga duración y tres EP. En 2014, la banda comenzó a formar parte del sello discográfico Nuclear Blast, con el que lanzaron su tercer álbum el 17 de junio de 2016.
El 25 de julio de 2016 la banda canceló su tour por Europa y su concierto en el festival Ozzfest Meets Knotfest, con intermediarios de la banda estaba notificando que se encontraban en un paréntesis, pero esto luego fue desmentido por integrantes de la banda. En diciembre de 2016, la banda participará del festival Power of the Riff  y liberará un disco dual de 7" con la banda Full Of Hell.

## Miembros
Actual
- Todd Jones – vocales, guitarra (ex-Terror)[7][8][9]

Anteriormente
- John Gianelli – Bajo (2009 - 2020)
- Taylor Young – Batería (Disgrace[10])
- Tom Hogan - Batería (2009)
- Andrew Saba - Guitarra (2014 - 2015)
- Leon del Muerte - Guitarra (2016 - 2019)

En vivo
- Jon Westbrook –Bajo (2009)
- Phil Sgrosso – Guitarra (2016 – actualidad)

## Estilo musical
En una crítica de Abandon All Life , Pitchfork escribió que "Nails llena sus canciones breves pero constantemente cambiantes con una mezcla caótica y compleja de hardcore punk, D-beat, grindcore, powerviolence y death metal". En una entrevista de 2013 para Invisible Oranges, Todd Jones nombró al crust punk, el death metal y el hardcore japonés como las principales influencias musicales de la banda. Rushonrock citó a Nails, junto con Trap Them, como actores clave de la escena contemporánea del crust punk estadounidense.

## Discografía
Álbumes de estudio
- Unsilent Death (2010)
- Abandon All Life (2013)[14]
- You Will Never Be One of Us (2016)

EPs
- Obscene Humanity 12" (2009)
- Obscene Humanity 7" (2012)
- Nails/Full of Hell Split 7" (2016)[6]